# Троянув (гмина)
Троянув (пол. Trojanów) — сельская гмина (волость) в Польше, входит как административная единица в Гарволинский повет, Мазовецкое воеводство. Население — 7827 человек (на 2004 год).

## Демография
| Перепись                       | Всего   | Всего | Женщины | Женщины | Мужчины | Мужчины |
| ------------------------------ | ------- | ----- | ------- | ------- | ------- | ------- |
| Единицы                        | человек | %     | человек | %       | человек | %       |
| Население                      | 7827    | 100   | 3992    | 51      | 3835    | 49      |
| Плотность населения (чел./км²) | 51,8    | 51,8  | 26,4    | 26,4    | 25,4    | 25,4    |

## Сельские округа
1. Бабице
2. Будзиска
3. Дамянув
4. Дерлятка
5. Дембувка
6. Дудки
7. Эльжбетув
8. Яблоновец
9. Коморы
10. Корытница
11. Козице
12. Крушина
13. Майдан
14. Мрокув
15. Новины-Жыцке
16. Оходне
17. Пётрувек
18. Подеблоце
19. Прандоцин
20. Руда
21. Скруда
22. Троянув
23. Венцкув
24. Воля-Корыцка-Дольна
25. Воля-Корыцка-Гурна
26. Воля-Жыцка
27. Жабянка
28. Жычин

## Поселения
1. Бабице-Колёня
2. Дадзин
3. Дембняк
4. Форштат
5. Гронд
6. Ягелла
7. Камёнки
8. Козице-Колёня
9. Леонув
10. Магазын
11. Мика
12. Мосциска
13. Попельница
14. Стасин

## Соседние гмины
1. Гмина Клочев
2. Гмина Мацеёвице
3. Гмина Рыки
4. Гмина Соболев
5. Гмина Стенжица
6. Гмина Желехув